# Fortschritt ZT 300

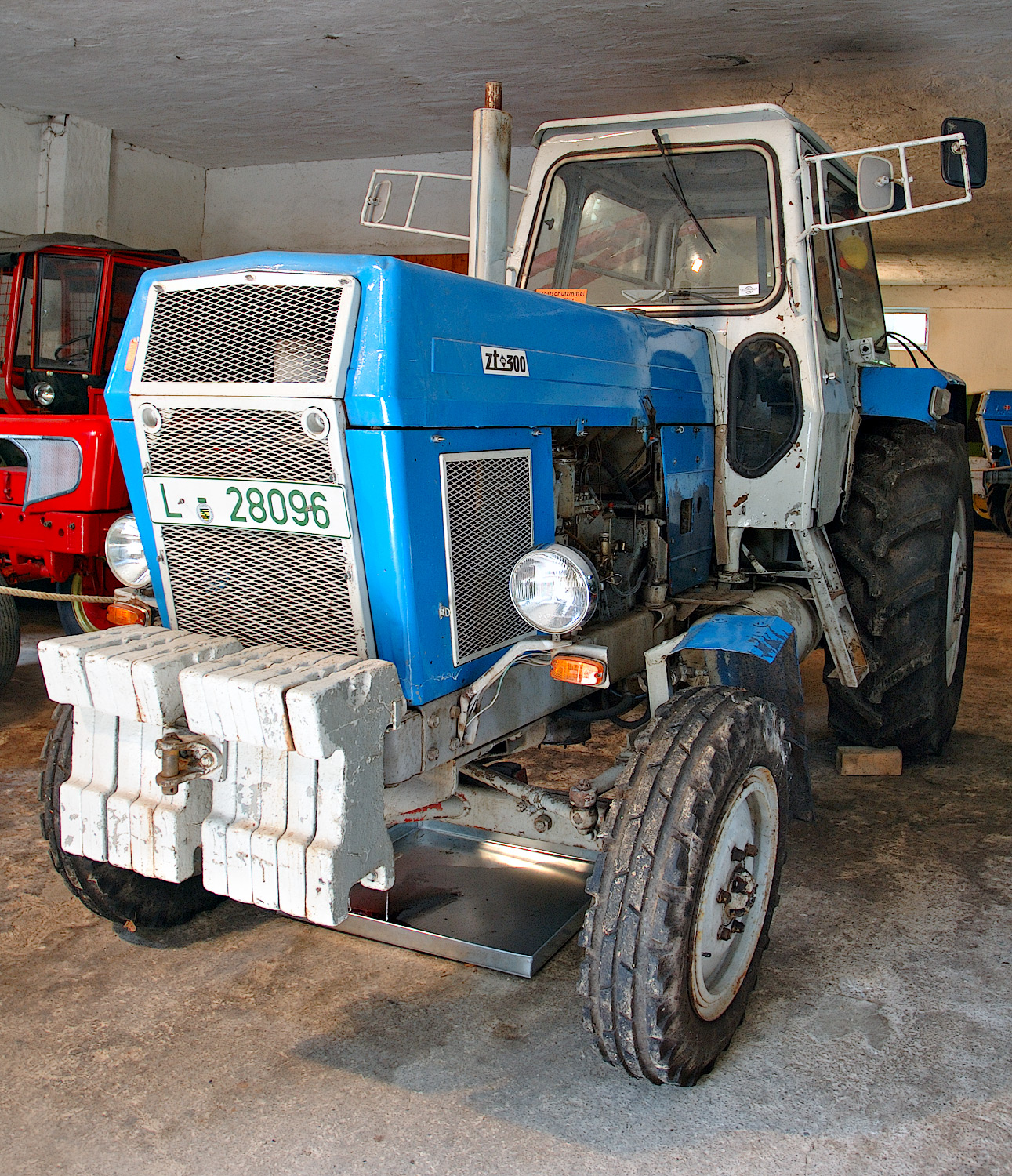
Fortschritt ZT 300

Fortschritt ZT 300 ciągnik rolniczy produkowany od roku 1967 w VEB Kombinat Fortschritt Landmaschinen w Schönebeck (Elbe).
Litery ZT pochodzą od ZugTraktor, a 300 od maksymalnej siły uciągu w funtach (3,0 Mp). W realiach lat sześćdziesiątych w NRD był on dość nowoczesnym ciągnikiem. Wiele jego podzespołów jest wspólnych z IFA W50.

## Dane techniczne
- Silnik
  - 4-cylindrowy Diesel
  - Pojemność 6560 cm³

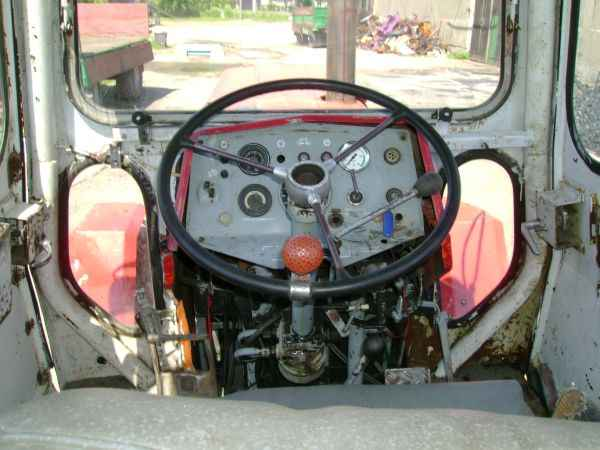
Wnętrze kabiny Fortschritta ZT 300.

  - Moc od 1967 – 95 KM – 100 KM, od 1973 – 100 KM – 120 KM, od 1978 – 100 KM – 120 KM (Zależne od ustawienia pompy wtryskowej)
  - Kolejność skoku cylindrów 1-3-4-2
  - Skok cylindra 145 mm
  - max. moment obrotowy 430 Nm przy 1350 obr / min
  - Zbiornik paliwa 130 litrów
  - Długość 4690 mm
  - Szerokość 2020
  - Masa ZT 300 – 4820 kg, ZT 303 – 5255 kg
  - Liczba przełożeń 9 biegów do przodu i 6 do tyłu

W 1971 roku pojawiła się wersja z napędem na 4 koła- Fortschritt ZT 303